# 이노오 케이
이노오 케이(伊野尾 慧, 1990년 6월 22일 ~ )는 일본의 가수, 배우이며, 남성 아이돌 그룹 Hey! Say! JUMP의 멤버이다. 메이지 대학 졸업. 신장은 173cm, 혈액형은 A형.
사이타마현 이루마시 출신. STARTO ENTERTAINMENT 소속.

## 내력
2001년 9월 23일, 쟈니즈 사무소에 레슨생으로서 입소한다. 동기로는 후에 같은 그룹에 소속하게 되는 야부 코타가 있다.
쟈니즈 사무소 입소 전에는 오스카 프로모션에 소속해 있었다.
2003년, TV 프로 《Ya-Ya-yah》에 출연해 다수의 유닛을 짠다. 2004년 5월, J.J.Express의 멤버가 된다.
2006년 7월, 기간 한정 유닛 Kitty GYM의 멤버로 선택되어 야마시타 토모히사 등과 함께 《여자 배구 월드 그랑프리 2006》의 스페셜 서포터를 맡는다.
2007년 9월 24일, Hey! Say! JUMP의 멤버가 된다.
2009년 1월 5일, Hey! Say! JUMP의 요코하마 아레나에서의 콘서트에서, 메이지 대학 이공학부 건축학과에 합격한 것을 발표했다.
2015년, 무대 《카라후토오지상》으로 무대 첫 주연.
2016년 4월부터 후지 TV 계열 아침 정보 프로그램 《메자마시 TV》의 목요 스페셜 서포터에 취임하는 것과 함께, 닛폰 TV 계열 버라이어티 프로그램 《메렝게의 기분》의 MC가 된다.

## 출연

### 드라마
- 가치바카! 제2화 (2006년 1월 26일, TBS) - 이노우에 역
- 다크 시스템 사랑의 왕좌 결정전 (2014년 1월 ~ 3월, TBS) - 온다 요이치 역
- 될 대로 되겠지. 제2시리즈 (2014년 4월 ~ 6월, TBS) - 오쿠무라 료 역
- 싸우다! 서점 걸 (2015년 4월 ~ 6월, 칸사이 TV) - 쿠사카 케이치로 역
- 그리고, 아무도 없었다 (2016년 7월 ~ 9월, 닛폰 TV) - 쿠사카 에이지 역
- 닥터-X~외과의·다이몬 미치코~ 스페셜 (2016년 7월 3일, TV 아사히) - 히무로 코지로 역
- 도쿄 에일리언 브라더스 (2018년 7월 23일 ~ 9월 24일) - 후유 역
- 가정부 남자 미타조노 시즌 7 (2025년 2월 3일 ~ ) - 무라타 히카루 역

### 영화
- 피치걸 (2017년, 쇼치쿠) - 주연·오카야스 카이리 역

### 무대
- DREAM BOY (2004년 1월 8일 ~ 5월 5일, 제국 극장/우메다 코마 극장) - 케이 역
- 카라후토오지상 (2015년 4월 25일 ~ 5월 10일, 도쿄 글로브좌/5월 22일 ~ 24일, 시어터 드라마 시티) - 주연

### 버라이어티 프로그램
- Ya-Ya-yah (2003년 1월 ~ 2007년 10월, TV 도쿄) - 준레귤러
- YOU들! (2006년 10월 ~ 2007년 9월, 닛폰 TV) - 레귤러
- 백식~백으로 아는 하나의 지식~ (2007년 10월 ~ 2008년 3월, 후지 TV) - 준레귤러
- 100초 박사 아카데미 (2013년 10월 22일 ~ 2014년 3월 11일, TBS) - 준레귤러
- 니노상 (2015년 ~ , 닛폰 TV) - 부정기 출연
- 바쿠가이 JAPAN (2015년 11월 6일, 후지 TV)
- 천재! 시무라 동물원 (2015년 12월 11일 ~ , 닛폰 TV) - 부정기 출연
- 메렝게의 기분 (2016년 4월 2일 ~ , 닛폰 TV) - MC

### 정보 프로그램
- 메자마시 TV (2016년 4월 ~ , 후지 TV) - 목요 퍼스낼리티
- 히루난데스! (2016년 4월 26일, 닛폰 TV)

### 라디오
- 라지라! 새터데이 (2015년 4월 4일 ~ , NHK 라디오 제1방송)

## 작품

### 작곡
- ♪t♪ (오토/소리) ※작사: 야부 코타